# Musik für Violoncello
In diesem Artikel wird die Entwicklung der Musik mit solistischem Violoncello chronologisch beleuchtet.  Grundsätzlich zu unterscheiden ist die solistische Violoncello-Musik, in der das Cello als Solist von einem oder mehreren Instrumenten (bis hin zum vollen Orchester) begleitet wird, von der Literatur für Violoncello allein, die für ein einzelnes Cello ohne jede Begleitung geschrieben ist.

## 17. und 18. Jahrhundert

### Die Anfänge in Italien
Die ersten Werke, welche das Violoncello als Soloinstrument verwenden, sind die Sonate a due e a tre con la parte di violoncello a beneplacito op. 4 von Giulio Cesare Arresti. Am Ende des 17. Jahrhunderts folgen eine Reihe von Solostücken. Häufig sind diese Kompositionen noch nicht für unsere heutige Stimmung (C,G,d,a) geschrieben und somit heute nicht ohne weiteres auf jedem Violoncello spielbar.
Zu den ersten Komponisten, die für das Violoncello schrieben, zählen die selbst als Cellisten in Bologna tätigen Giovanni Battista degli Antonii (1687), Domenico Gabrielli (1689), Domenico Galli (1691), Giuseppe Maria Jacchini (1692) und Antonio Maria Bononcini (1693). Schon diese frühen Kompositionen waren spieltechnisch anspruchsvoll und stellten an den Musiker hohe Anforderungen.
Von diesen Werken sind die zwei Sonaten Gabriellis (1689) und diejenigen von Jacchini und Bononcini die frühesten mit Generalbass begleiteten Werke für das Violoncello.

### Verbreitung und Entwicklung
Die stetige Entwicklung des Violoncellospiels mit seiner anfangs fast ausschließlichen Zentrierung auf Italien ließ ab Ende des 17. Jahrhunderts eine große Anzahl von Solowerken mit Generalbass entstehen. Die meisten Sonaten wurden, wie schon in Bologna, von Violoncellisten selbst geschrieben. Das Niveau der Sonaten ist sehr unterschiedlich. Es reicht von der barocken „Dutzendware“ bis hin zu virtuosen Kompositionen mit ausgefeilten melodischen und rhythmischen Strukturen, wobei auch die aus der Oper gewonnene Affektsprache mit Einzug hält.
Zu neuen spieltechnischen Mitteln, die im Laufe des 18. Jahrhunderts zum Standard wurden, gehören u. a. Daumenaufsatz (erstmals 1741 von Michel Corrette erwähnt), Skalengänge, Arpeggien und Doppelgriffe, wie auch seltener Flageolett-Töne und saitenüberspringende Figuren. Diese technischen Neuheiten lassen sich bisweilen auch bei den Werken von Antonio Vivaldi (1678–1741) erkennen. Von dem Italiener liegen uns heute zehn Violoncello-Sonaten und eine Reihe von Violoncellokonzerten vor. Auch Alessandro Scarlatti (1660–1725) sind drei Sonaten für Violoncello zu verdanken.

### Außerhalb Italiens
In der ersten Hälfte des 18. Jahrhunderts ist im nicht-italienischen Raum als erstes Georg Philipp Telemann (1681–1767) zu nennen. Dieser schrieb eine virtuose und facettenreiche Sonate in D-Dur. Dem beginnenden Violoncellospieler sind durch die zahlreichen leicht zu spielenden Duette und Sonaten auch Joseph Bodin de Boismortier und Willem de Fesch aus dieser Zeit bekannt.

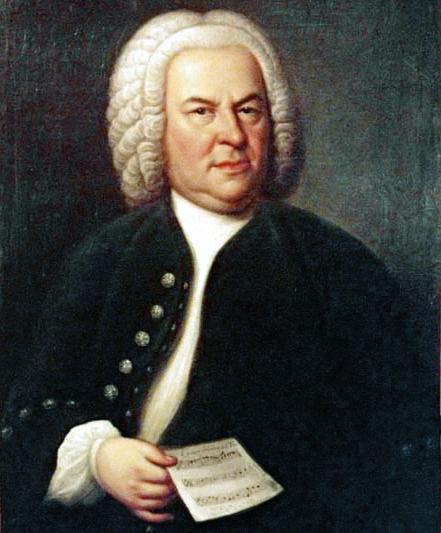
Bachs Suiten sind eine Herausforderung für jeden Violoncellisten

Der große Bekanntheitsgrad der Sechs Suiten für Violoncello solo von Johann Sebastian Bach (1685–1750) ist auf die Wiederentdeckung und die erste bedeutende Interpretation durch Pablo Casals am Anfang des 20. Jahrhunderts zurückzuführen. Diese anmutigen und ausgewogenen Kompositionen sind von hochentwickelter kompositorischer und satztechnischer Fertigkeit (echte und latente Mehrstimmigkeit). Originale Handschrift und Entstehungsdatum sind bis heute unbekannt, das Werk überlebte jedoch durch vielerlei Abschriften wie der von Anna Magdalena Bach. Die Sechs Suiten gehören heute zu den bekanntesten virtuosen Kompositionen für Violoncello und werden auch dementsprechend häufig gespielt.

### Entwicklung des Violoncellokonzertes
Zu den ersten Komponisten, welche konzertartige Stücke für das Violoncello schrieben, gehört Antonio Vivaldi, der nicht nur die Entwicklung der Violoncellokonzerte, sondern auch allgemein die des Instrumentalkonzerts sehr stark beeinflusste. Von ihm sind 27 Violoncellokonzerte, welche meist aus den 1720er Jahren stammen, erhalten. Weitgehend von Vivaldi eingeführt und als gängige Methode weiterentwickelte Kennzeichen der Konzerte sind die Dreisätzigkeit (schnell-langsam-schnell) und die Ritornellform – jene hauptsächlich für den ersten, aber auch den dritten Satz.
Eine ähnliche Rolle nehmen die 28 Violoncellokonzerte von Giovanni Benedetto Platti ein, welche ebenfalls Mitte der 1720er Jahre entstanden.

### Die zweite Hälfte des 18. Jahrhunderts

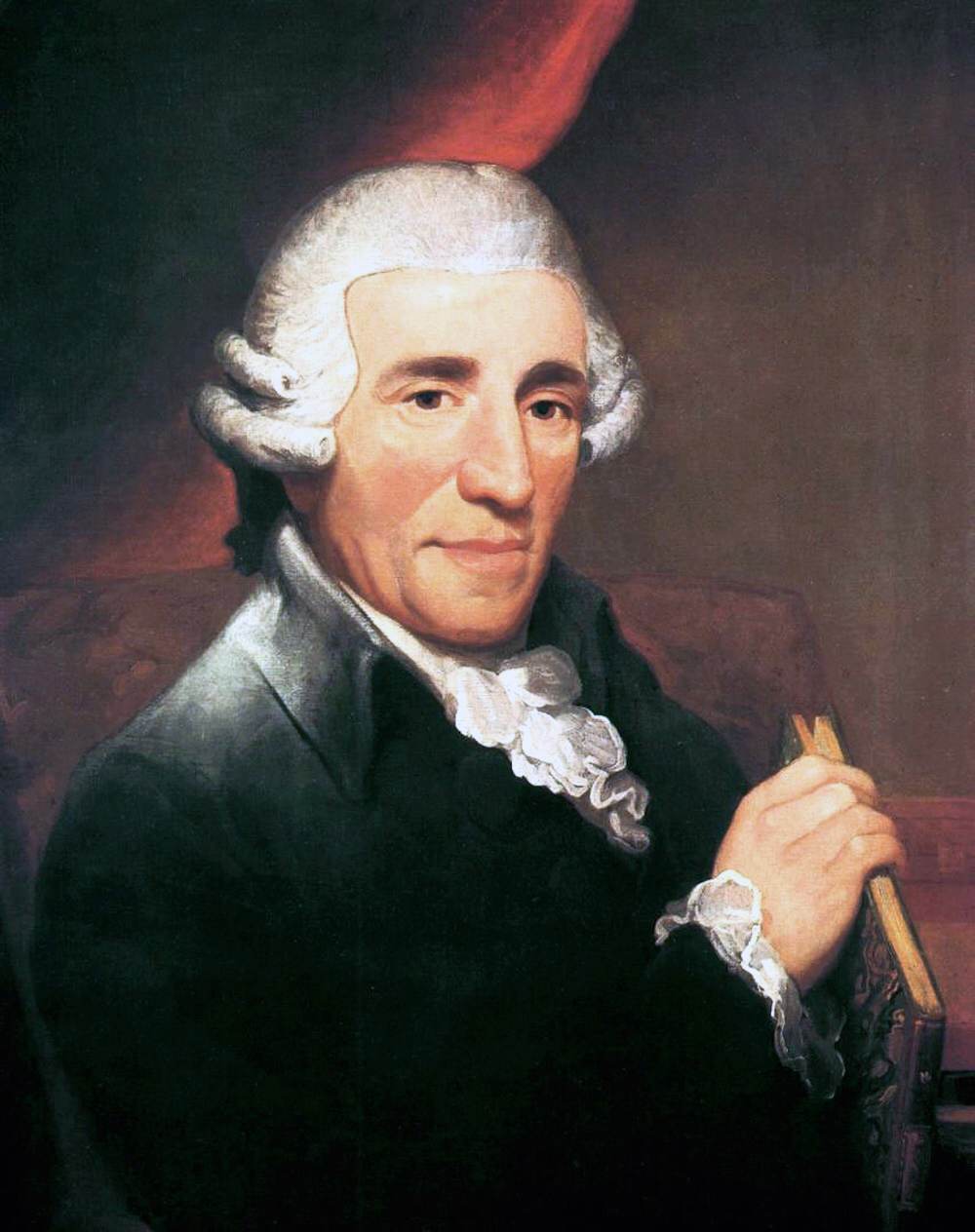
Haydns Violoncellokonzerte gehören heute zum Standardrepertoire

Unter den in der zweiten Hälfte des 18. Jahrhunderts entstandenen Sonaten mit Generalbass sind als erstes die Werke von Luigi Boccherini (1743–1805) hervorzuheben. Die über 40 Sonaten waren hauptsächlich für seine eigenen Konzertabende bestimmt. Dies trifft auch für die meisten anderen Komponisten aus der ersten Hälfte des 18. Jahrhunderts zu, so dass sie häufig keinen größeren und längerfristigen Bekanntheitsgrad erreichen konnten. Jedoch fallen in die zweite Hälfte des 18. Jahrhunderts auch die Violoncellokonzerte von Joseph Haydn (etwa Nr. 1 C-Dur, Nr. 2 D-Dur, Nr. 3 C-Dur (gilt als verlorengegangen), Nr. 4 D-Dur, Nr. 5 C-Dur, Konzert in g-Moll (verlorengegangen)).
Unter den Violoncellokonzerten italienischer Musiker aus dem letzten Drittel des 18. Jahrhunderts (u. a. Giovanni Battista Cirri, Luigi Borghi, Domenico Lanzetti) nehmen die von Luigi Boccherini wegen ihres melodischen Glanzes und ihrer spieltechnischen Brillanz eine besondere Stellung ein. Sie verlangen dem Spieler eine große Sicherheiten in den in hohen Lagen virtuos zu spielenden, langen Passagen ab. Insgesamt sind von Boccherini zwölf Violoncellokonzerte bekannt. In der Form dreisätzig, variieren die Konzerte von einem durch barocke Elemente geprägten Stil bis hin zur Wiener Klassik, bleiben jedoch in der Harmonik deutlich einfacher. In der Besetzung reichen Boccherinis Werke von reinen Streicherkonzerten bis zu Streicher- und Bläserbesetzungen.

### Violoncelloliteratur in Frankreich und Großbritannien
Zur französischen Violoncelloliteratur des späten 18. Jahrhunderts gehört neben Kompositionen von Martin Berteau, Jean-Balthasar Tricklir, Jean-Baptiste Janson, Jean-Louis Duport das A-Dur-Konzert von Jean-Pierre Duport. Bekannt sind auch einige der sieben Violoncellokonzerte von Jean-Baptiste Bréval, der neben einfachen Stücken auch oft Werke mit einigen technischen Schwierigkeiten schuf.
Unter den britischen Komponisten in der letzten Hälfte des 18. sowie der ersten Hälfte des 19. Jahrhunderts sind Joseph Reinagle, John Garth und Robert Lindley zu nennen.

## 19. Jahrhundert

### Erste klassische Sonaten
Der Sonatentypus für ein Melodieinstrument und Klavier, welchen wir heute als „klassisch“ zu bezeichnen pflegen, wurde erst ab 1775 nach der Zeit des Generalbasses ausgeprägt. Diese neue Form wurde vor allem von Ludwig van Beethoven begonnen. Nach dem Vorbild seiner Sonaten für Klavier und Violoncello, welche eine bedeutende Gestaltungsform darstellten, schufen Komponisten im 19. und der ersten Hälfte des 20. Jahrhunderts über 150 Sonaten.
Zum festen Bestandteil der Violoncelloliteratur gehört in jedem Fall auch die durch ihre eingängigen Themen gekennzeichnete Sonate in a-Moll von Franz Schubert, welche ursprünglich für Arpeggione geschrieben wurde. Da diesem Instrument (bauähnlich der Gitarre, Spielweise etwa gleich dem Violoncello) nur eine kurze Existenz beschieden war, nahmen sich später einige Bratschisten und Violoncellisten ihrer an und bewahrten sie so vor dem Untergang. Dabei zeigte sich allerdings, dass auf dem Violoncello die spieltechnischen Anforderungen enorm hoch sind.
Von großer Beliebtheit sind auch die beiden Sonaten für Violoncello und Klavier (e-Moll op. 38, F-Dur op. 99) von Johannes Brahms.

### 1er Concerto pour Violoncellevon Saint-Saëns

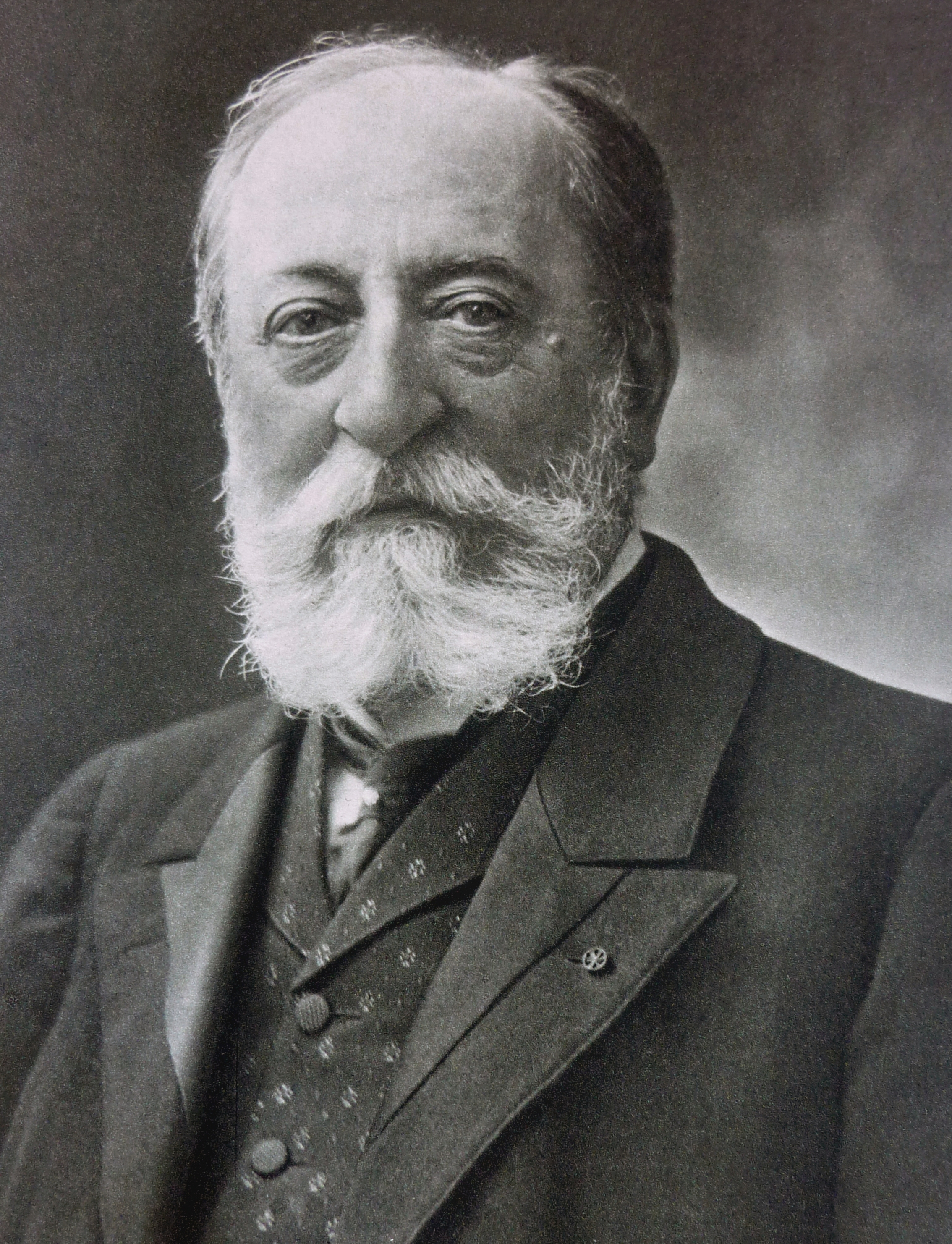
Camille Saint-Saëns (1835–1921) schuf mit dem 1er Concerto pour Violoncelle ein bedeutendes Werk

Zwei Violoncellosonaten schrieb auch Camille Saint-Saëns (1835–1921). Von größerer Bekanntheit ist aber sicherlich sein 1er Concerto pour Violoncelle op. 33 in a-Moll. Das Konzert ist ein ganz klassisches, dreisätziges Werk (Allegro non troppo – Allegretto con moto – Un peu moins vite), welches 1872 entstand. Auf den ersten Blick scheint dieses Konzert einsätzig durchkomponiert zu sein, obwohl es sich in der inneren Struktur dann dreisätzig zeigt. Nach einer doppelten Exposition folgt ein ganz klassischer menuettartiger Mittelteil. Mit zwei neuen Themen geht es dann fließend in das Finale. Das kurze, scheinbar einfache Anfangsthema durchzieht aber, meistens nur mit den ersten sechs Tönen, das ganze, etwa zwanzigminütige Konzert und macht daraus ein geschlossenes Werk. Nach einem kurzen Tuttischlag des Orchesters setzt das Solovioloncello mit seinen herabstürzenden Triolen schwungvoll ein. Das Allegro non troppo wird dann immer wieder von diesem Anfangsthema durchsetzt. Das kurze Thema erhält seinen Charakter durch die sehr schnellen und oft wiederholten abwärtsgerichteten Triolenläufe. In einem markanten „Poco animato“ beginnt ein schwungvoller Aufgang, der sich in einem Rallentando fängt und nun dem Orchester die Führung überlässt. In verschiedenen Versionen wiederholt sich noch einmal das Thema. In einem energischen, chromatischen Aufgang sammelt sich alles zu einem absoluten Höhepunkt, besinnt sich aber kurz davor und schwenkt um in gefühlvolle Melancholie. Nach einem starken Crescendo und einem kurzen Accelerando beginnt ein zweistimmiges „Animato“. Ähnlich einer Kadenz mündet das Ganze in einem „Allegro molto“. Obwohl nach der Zeit der Klassik geschrieben, spiegelt dieses Stück noch den vollen Glanz dieser Periode wider.
In seiner formalen Gestaltung ähnlich einfallsreich ist das nicht ganz so bekannte zweite Violoncellokonzert Saint-Saëns’ (2e Concerto pour Violoncelle op. 119 in d-Moll), das sich aus zwei Sätzen zusammensetzt.

### Schwierigkeiten bei der Etablierung des Violoncellokonzertes
Es gelang nur wenigen Violoncellokonzerten außerhalb der Virtuosenliteratur, ähnlich wie das Konzert von Saint-Saëns einen unangefochtenen Platz in der Violoncelloliteratur einzunehmen. Zu der geringen Zahl erfolgreicher Violoncellokomponisten zählen noch Robert Schumann, Pjotr Iljitsch Tschaikowski, Antonín Dvořák und mit Abstrichen Édouard Lalo, Eugen d’Albert sowie Max Bruch. Daran sieht man auch, dass eine Mehrzahl der bedeutenden Komponisten des 19. Jahrhunderts sich nicht dem Violoncello als konzertantem Instrument zugewandt haben. Eine klare Erklärung dafür gibt es nicht. Sicherlich könnte es aber damit zusammenhängen, dass das Violoncello auch nach der Mitte des Jahrhunderts weit weniger im Vordergrund des allgemeinen musikalischen Interesses stand, als etwa das Klavier oder die Violine.

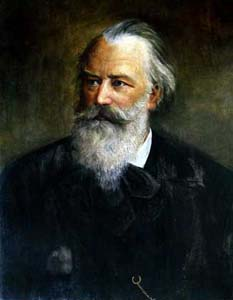
Johannes Brahms verfasste das Doppelkonzert für Violine und Violoncello

Ein Hindernis mag die Unsicherheiten der Komponisten gewesen sein, für ein Instrument zu schreiben, dessen Spieltechnik und Klang sie nicht gut genug kannten. Die macht beispielsweise ein Brief von Johannes Brahms nach der Beendigung seines Doppelkonzertes für Violine und Violoncello an Clara Schumann deutlich:
Ich hätte den Einfall an sich jemandem abtreten sollen, der die Geigen besser kennt als ich… Es ist doch etwas anderes, für Instrumente schreiben, deren Art und Klang man nur beiläufig im Kopf hat, die man nur im Geist hört – oder für ein Instrument schreiben, das man durch und durch kennt, wie ich das Klavier, wo ich durchaus weiß, was ich schreibe und warum ich so schreibe und so schreibe…
Man kann schlussfolgernd annehmen, dass Schumann, Tschaikowsky und Dvořák ähnliche Gründe dazu bewogen haben, sich bei befreundeten Cellisten Rat zu holen.

### Komponisten für Violoncello im 19. Jahrhundert

#### Robert Schumann
Robert Schumanns Konzert für Violoncello und Orchester in a-Moll op. 129, die erste bedeutende Komposition dieser Gattung, entstand im Oktober 1850 in Düsseldorf. Die technische Gestaltung der Solostimme erarbeitete sich Schumann mit dem Violoncellisten Robert Emil Bockmühl, welcher ihm als Korrespondent zur Seite stand. Auffallend an der Struktur des Werkes ist, dass es zwar in klassischer Dreisatzform gehalten ist, die Sätze jedoch ohne Pause ineinander übergehen.

#### Robert Volkmann
Als wichtigstes Violoncellokonzert eines deutschen Komponisten zwischen Schumann und Brahms gilt das Konzert für Violoncello und Orchester a-moll op. 33 von Robert Volkmann, welches in den Jahren 1853 bis 1855 entstand. Es ist wie das erste Saint-Saëns-Konzert einsätzig, jedoch fasst es nicht wie dieses drei Einzelsätze zusammen, sondern entfaltet sich als ein großer Sonatensatz.

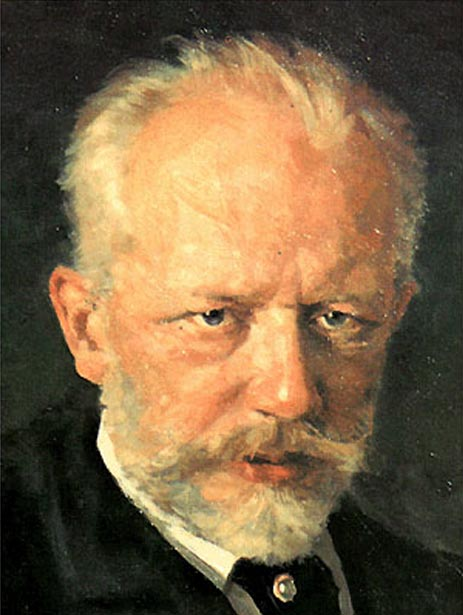
Pjotr Tschaikowski

#### Pjotr Iljitsch Tschaikowski
1876/1877 entstanden unter Pjotr Iljitsch Tschaikowskis Feder Variationen A-Dur für Violoncello und Orchester über ein Rokoko-Thema op. 33. Die anspruchsvolle Solostimme wurde von Wilhelm Fitzenhagen bearbeitet, welcher auch bei der Uraufführung in Moskau den Solopart übernahm. In einem Klavierauszug überarbeitete Fitzenhagen die Stimmen noch einmal gründlich und kam letztendlich von den ursprünglich acht Variationen zu seiner Version mit sieben Variationen.

#### Édouard Lalo
Édouard Lalo komponierte 1877 sein sehr auf den tiefen Klangbereich des Violoncellos konzentriertes Violoncellokonzert d-Moll. Die grifftechnische Anforderungen entsprechen etwa dem Konzert von Saint-Saëns.

#### Max Bruch
Max Bruchs zweiteiligem Konzertstück Kol Nidrei op.47 von 1880/1881 liegt im ersten Teil eine alte hebräische Melodie zugrunde, nach der auch das Werk benannt ist. Diese Melodie gehört zu einem der wichtigsten jüdischen Gesänge. Den zweiten Teil bestimmt eine Brahms nachempfundene Melodie in D-Dur.

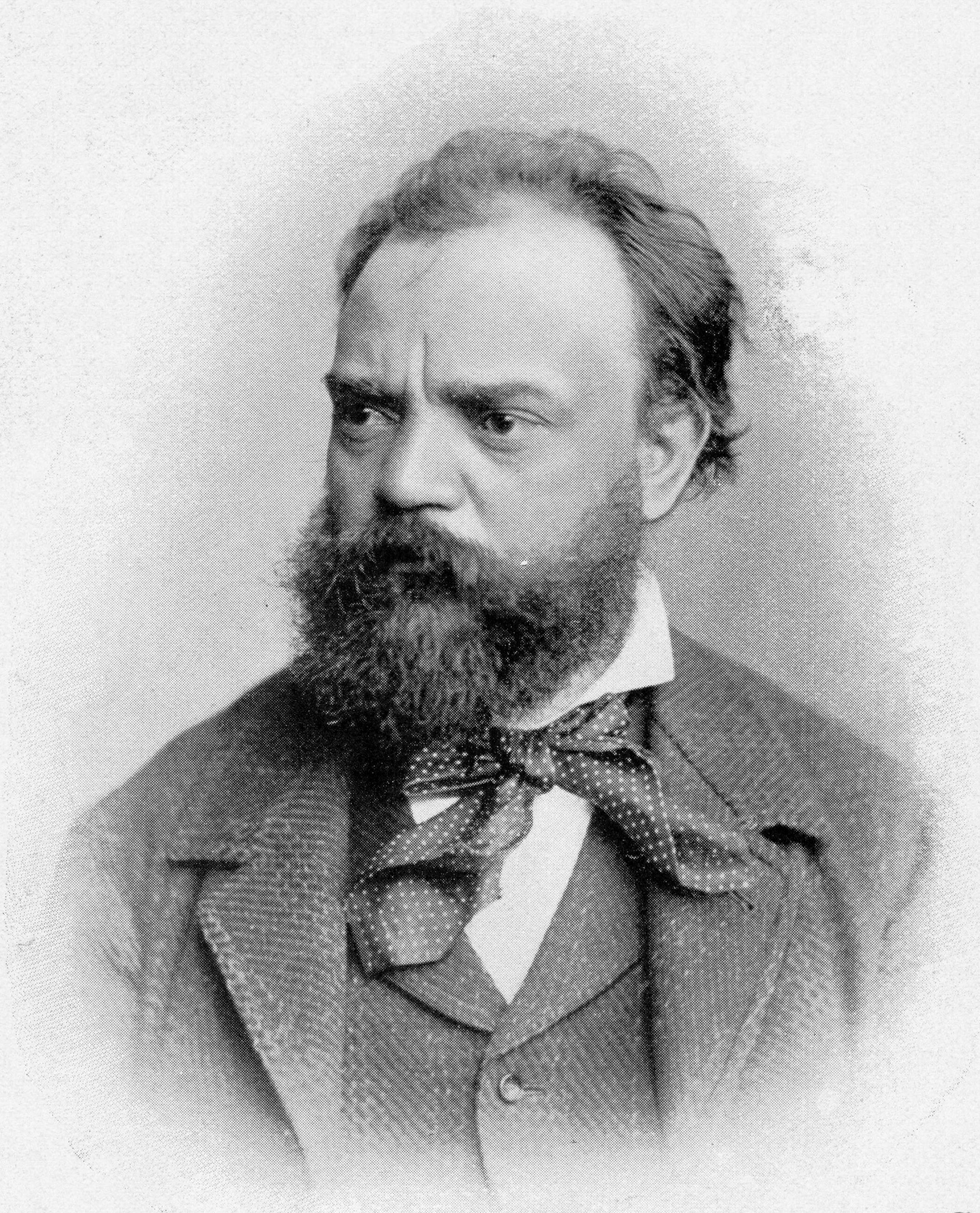
Antonín Dvořák

#### Antonín Dvořák
Nachdem ein erster Versuch eines Violoncellokonzertes 1865 im Stadium eines Entwurfs stehengeblieben war, verfasste Antonín Dvořák in den letzten zwei Jahren seines Amerikaaufenthaltes das glanzvolle Konzert für Violoncello und Orchester in h-Moll op. 104 (New York Ende 1894, Anfang 1895). Gewidmet ist das Stück Hanuš Wihan, welcher ursprünglich die Uraufführung spielen sollte, sich aber nach zu viel unbewilligten Änderungen im Solopart mit dem Komponisten so zerstritt, dass der englische Violoncellist Leo Stern die Uraufführung in London spielte.

#### Johannes Brahms
Das schon erwähnte Doppelkonzert für Violine und Violoncello a-Moll von Johannes Brahms entstand 1887 in Hofstetten am Thunersee. Brahms Hauptproblem waren bei dem Konzert allerdings nicht die Spielbarkeit, sondern der Zusammenklang von Violine und Cello. Bei diesem ungewöhnlichen Projekt befürchtete Brahms, dass die Geige mit ihrem brillanten Klang das Violoncello übertrumpfen könnte. Dem wirkte er zum einen durch oktavierte und sehr wirkungsvolle Dopplungen zu einer Stimme entgegen, zum anderen wurde dem Violoncello in allen drei Sätzen die Führungsrolle zugewiesen.

## 20. Jahrhundert
Zu wirklich angemessener Bedeutung in solistischer Hinsicht konnte das Violoncello allerdings erst im 20. Jahrhundert gelangen. Viele Kompositionen, die das Violoncello in seiner ganzen Vielfalt umfassen, wurden von den großen Virtuosen dieses Jahrhunderts inspiriert und sind diesen gewidmet. Allen voran sind wohl Pablo Casals und Mstislaw Rostropowitsch (Prokofjews Violoncellokonzert e-Moll op. 58) zu nennen.

### Technische Neuerungen und Experimente
Im 20. Jahrhundert war die Klassische Musik ständigen Veränderungen und Experimenten in stärkerem Maße als in vorangegangenen Epochen ausgesetzt. Dies ist nicht zuletzt auf die industrielle und technische Revolution und dem damit verbundenen Neuentwicklungen und Neuentdeckungen zurückzuführen. Musik konnte nun auf Tonträgern gespeichert, elektronisch verändert und bearbeitet werden. So befassen sich im 20. Jahrhundert erstmals Komponisten mit dem Violoncello in Verbindung mit Elektronik und Tonband, aber auch mit elektrisch verstärkten Violoncelli und ähnlichen Neuerungen. Fremde Kulturen und Musikstile trafen mehr denn je aufeinander und vermischen sich miteinander. Der Unterhaltungsmarkt war zunehmend nicht mehr vom regionalen Umfeld bestimmt, sondern zunehmend international geprägt, was sich in Rundfunk und Fernsehen äußerte. Das Violoncello selbst aber erfuhr kaum Veränderungen im Vergleich zu der durch Stradivari etablierten Form.
Die Kompositionen für Violoncello im 20. Jahrhundert sind kategorisch schwer zu fassen, da das Neue neben dem Alten steht. Beispielsweise vertritt noch Sergei Rachmaninow in seiner Sonate für Violoncello und Klavier g-Moll op.19 (1901), ganz den Stil des 19. Jahrhunderts.
Das Instrument scheint im 20. Jahrhundert an Beliebtheit in seiner Entwicklung enorm zu gewinnen und der steht der Violine kaum mehr nach, worunter auch die exponentiell angestiegene Etüdenproduktion im 20. Jahrhundert (etwa die die Hohe Schule von David Popper) zu rechnen ist.

### Komponisten von Violoncellomusik im 20. Jahrhundert

#### Max Reger
Gegen den Abwärtstrend dieses Genres schrieb Max Reger 1915 drei Suiten für Violoncello solo in G-Dur, d-Moll und a-Moll. Neben Werken für Violine und Viola solo stellen diese Suiten für ihn eine intensive Auseinandersetzung mit Bachs Solowerken dar. Regers spätromantische Werke setzten im letzten Jahrhundert mit denen von Zoltán Kodálys einen neuen Ausgangspunkt für Violoncellokompositionen.

#### Zoltán Kodály
Im gleichen Jahr der Entstehung von Regers Suiten entstand Zoltán Kodálys 30-minütige Solosonate op. 8. Diese ist in ihrer Mentalität sehr von der ungarischen Volksmusik, welche nicht zuletzt von Béla Bartók und Zoltán Kodály wiederentdeckt worden war, beeinflusst.

#### Nadia Boulanger
Ebenfalls 1915 entstanden in Frankreich die beiden (namenlosen) Stücke für Violoncello und Klavier (Es-Moll und Cis-Moll) von Nadia Boulanger, drei Jahre später deren Lux aeterna (1918) für Stimme, Harfe, Violine und Violoncello. Nadia Boulanger war eine der bedeutendsten Komponistinnen, Musikpädagoginnen und Dirigentinnen Frankreichs und den USA. Zu ihren Lebzeiten hielt sie das Gedenken an ihre früh verstorbene Schwester Lili Boulanger aufrecht, ihr Leben stellte sie ganz in den Dienst der Musik. Durch Nadias Arbeit und Leidenschaft gelangte vor allem die sogenannte Alte Musik in Frankreich zu neuer Blüte, indem sie erstmals die Werke alter Meister zur Wiederaufführung brachte. Ihre Schüler und Schülerinnen waren u. a. Astor Piazzolla, Daniel Barenboim und Marion Bauer. Nadia Boulangers Werke für Violoncello werden nach langer Vergessenheit wieder zunehmend in den Konzertsälen der Welt gespielt und gehören zusehends zum Standardrepertoire.

#### Joaquín Rodrigo
Vom spanischen Komponisten Joaquín Rodrigo stammen sein 1949 geschriebenes, klassisch dreisätziges Cellokonzert „Concierto en modo galante“, das er für den Cellisten Gaspar Cassadó schrieb, sowie das einsätzige „Concierto como un divertimento“ von 1981.

#### Paul Hindemith
Eine Abkehr vom Romantischen stellte in einer noch deutlicheren Sprache Paul Hindemith in seiner Sonate für Violoncello Solo dar, welche kunstästhetisch in der Architektur ihre Entsprechung im Bauhausstil hat. Geprägt ist das Werk durch Dissonanzfolgen, z. B. parallele Septimen. Die Musik verlässt die Romantik und wendet sich neuen Klangerlebnissen zu, welche in den folgenden Jahrzehnten von anderen Komponisten fortgesetzt wurden.

#### Dmitri Schostakowitsch
Dmitri Schostakowitsch schrieb zwei Cellokonzerte, die beide Mstislav Rostropowitsch gewidmet sind: Sein Cellokonzert Nr. 1 Es-Dur op. 107 von 1959 ist mittlerweile im Standardrepertoire und liegt in zahlreichen Einspielungen vor. Das Außergewöhnliche an diesem Werk ist der viersätzige Aufbau, wobei der 3. Satz eine 150 Takte lange auskomponierte Solokadenz ist. Das 2. Violoncellokonzert G-Dur op. 126 von 1966 zählt bereits zum Spätwerk des Komponisten.

#### Toshiro Mayuzumis Bunraku
Mit fremdartigen Klänge aus Japan wurde das Violoncellorepertoire von Toshiro Mayuzumis Bunraku angereichert. Dieser versuchte die japanischen Shamisen auf das Violoncello zu übertragen (Shamisen sind dreisaitige japanische Zupfinstrument). Wie schon erwähnt wurde im Laufe des 20. Jahrhunderts versucht Musik verschiedener Kulturen auf das Violoncello zu übertragen.

#### Isang Yun
Isang Yun thematisierte in Glissées für Violoncello solo (1970) – vier Studien, die formal eng aufeinander bezogen sind – Möglichkeiten des gleitenden Übergangs, des Glissando. Inspiriert von Klangcharakteren der koreanischen Saiteninstrumente, vor allem der zweisaitigen Fidel haegŭm und der sechssaitigen Zither kŏmun'go, entwickelte und notierte Yun hier (ausgehend von der Zwölftontechnik, der Erfahrung des klanglichen Kontinuität elektronischer Musik und eben der traditionellen Musik seiner Heimat) eine in der westeuropäischen Kunstmusik neuartige Idiomatik. Jedes der Stücke, in dem jeweils charakteristische Spieltechniken hervortreten, weist eine bogenförmige Anlage auf und erfährt doch seine Fortsetzung im jeweils folgenden. Eine Steigerungsdramaturgie überwölbt auch den späten Zyklus der Sieben Etüden für Violoncello solo (1993). In ihnen werden besondere spieltechnische Schwierigkeiten thematisiert, aber auch kompositionstechnische Fragestellungen: Legato – Leggiero – Parlando – Burlesque – Dolce – Triller – Doppelgriffe. Eines der bedeutendsten Cellokonzerte des 20. Jahrhunderts ist das von Isang Yun (1975/76, mit autobiografischen Bezügen, u. a. zu seiner Gefangenschaft in Südkorea 1967–69).

#### Iannis Xenakis
Ziemlich abstrakt ist Iannis Xenakis’ Stück nomos alpha (1965), das auf herkömmliche Spieltechniken verzichtet und damit auch auf den typischen Violoncelloklang. Komponiert wurde das Stück mittels mathematischer Theorien, bzw. mittels eines Computerprogramms. Für die Umsetzung des mit allen erdenklichen spieltechnischen Raffinessen ausgestatteten Stückes bedarf es bestimmter Darmsaiten in bestimmten Stimmungen.

#### Bernd Alois Zimmermann
Bernd Alois Zimmermanns Vier kurze Studien (1970) entstanden für den Cellisten Siegfried Palm, als Beitrag für dessen Sammelband Pro musica nova. Studien zum Spielen Neuer Musik. Instrumentaltechnisch sollten sie zugleich als Vorbereitung dienen zu Zimmermanns äußerst anspruchsvoller Sonate für Cello solo (1960). Die erste der vier Studien zeigt eine Kompositionstechnik, die Zimmermann ursprünglich „pluralistisch“ nannte (ein Begriff, der unter dem Eindruck seines Musiktheaters Die Soldaten oder des Requiems für einen jungen Dichter dann anders verstanden bzw. interpretiert wurde): Er schichtet „zwei verschiedene Zeitverläufe übereinander, die durch unterschiedliche Klangfärbungen und Stricharten voneinander abzuheben sind. Die zweite Studie stellt das differenzierte Pizzicatospiel mit unterschiedlichen Kontaktstellen auf fest gegriffenen und Flageolettstellen in den Mittelpunkt. Die dritte behandelt das Problem des schnellen Wechsels zwischen einstimmigen Repetitionen und dem mehrstimmigen Spiel – zumeist in jener durch Quintolen gekennzeichneten symmetrischen Anlage, wie sie sich bei Zimmermann oft findet. Die vierte Studie schließlich übt das kantable Spiel in extremen Höhen: Für den Schluss-Satz Versetto der Solosonate wie für manche Abschnitte des Canto di speranza wird hier Übungsmaterial geboten.“ (Wulf Konold)

#### Neuere Spieltechniken
Helmut Lachenmann hat in seinem Stück Pression für einen Cellisten von 1970 mehrere neue (wenn auch nicht alle unten beschriebenen) Spieltechniken entwickelt. Ziel war, die Klangpalette des Cellos (oder allgemein: der Streicher) zu bereichern – ein Ziel, das den Komponisten dieser Zeit insgesamt vor Augen stand. Zu den neueren Entwicklungen zählen:
- ungewöhnliche Intervallsprünge
- Kantilenspiel in sehr hohen Lagen
- Doppelgriffe (mit einem fest gegriffenen Ton und einem Flageolettton); Doppelgriffe im Flageolett
- Flageolett-Arpeggien
- Glissando mit Vibrato; Glissando mit Triller und Tremolo
- Doppelglisando (Glissando auf zwei Saiten)
- Flageolett-Glisando; Flageolett-Glissando im Tremolo
- Vibrato in unterschiedlichen Geschwindigkeiten
- verschiedene Pizzicato- und Klopfvorschriften für die linke Hand:
- Saite antupfen
- mit einem Finger die Saite anschlagen
- mit den Fingern auf die Saite klopfen
- mit flacher Hand auf die Saiten schlagen
- Finger von den Saiten abziehen (Pizzicato der linken Hand)
- Saiten im Wirbelkasten anzupfen
- Verschiedene Pizzicatovorschriften für beide Hände:
- rechte Hand zupft auf dem Griffbrett (sul tasto) oder am Steg (sul ponticello)
- arpeggiando (Pizzicato in Arpeggio-Manier)
- alla chitarra (gitarrenähnlich, mit Fingern (Daumen), Fingernägeln oder auch Plektrum)
- alla mandolino (schnelle Hin- und Herbewegung mit zwei Fingern zwischen zwei Saiten)
- Balalaika-Effekt (seitlich zur Saite mit rechtem Daumen oder Plektrum an der Saite hin- und herreiben)
- Bartók-Pizzicato
- Pizzicato mit dem Fingernagel
- Saite gegen einen Fingernagel der linken Hand schnellen lassen
- Glissando-Pizzicato (Einzeltöne und Akkorde)
- Flageolett-Pizzicato
- Pizzicato fluido (Pizzicato mit der linken Hand, danach Bogenspannschraube gegen die entsprechende Saite drücken)
- Pizzicato mit beiden Händen gleichzeitig (Pizzicato einer Saite im Wirbelkasten mit linker Hand, Pizzicato einer leeren Saite vor oder hinter dem Steg mit rechter Hand)
- Scordatur (Umstimmen von Saiten)
- Kombination und sehr rascher Wechsel verschiedener Stricharten
- drei Saiten gleichzeitig anstreichen
- Saite/Saiten von unten her anstreichen
- am Steg spielen (sul ponticello)
- auf/an dem Griffbrett spielen (sul tasto), nahtloser Übergang beider Spielweisen
- hinter dem Steg spielen (dietro il ponticello), mit großem Druck hinter dem Steg streichen
- mit der Bogenstange streichen (col legno tratto)
- Saltando mit der Bogenstange
- Glissando durch vertikale Bewegung der Bogenstange
- mit Bogenhaaren und Bogenstange gleichzeitig streichen
- Tremolo mit der Bogenstange fast auf dem Steg und Bogenhaare hinter dem Steg
- auf dem Saitenhalter streichen; mit Druck auf dem Saitenhalter streichen (Nebelhorneffekt)
- auf dem Stachel streichen (sanftes Rauschen)
- mit der Bogenstange auf die Saiten schlagen (col legno battuto)
- mit den Fingern der linken Hand auf die Zarge oder auf die Decke klopfen
- mit der flachen Hand auf den Korpus schlagen
- mit beiden flachen Händen auf die Saiten, den Korpus oder die Zargen schlagen
- mit den Fingern auf Decke oder Zarge trommeln
- mit einem Schlägel auf den Saitenhalter (Bongo-Effekt), die Zarge oder die Decke schlagen

#### Weitere Komponisten
Innovative Wege ging Ernst Krenek mit seiner Suite für Violoncello solo op.84 von 1939 in der Zwölftonkomposition. Hans Werner Henze bedient sich in seiner 1949 geschriebenen Serenade für Violoncello solo ebenfalls der Zwölftontechnik, geht mit der Reihentechnik allerdings sehr eigenwillig um.
Benjamin Brittens drei Solosuiten (op. 72, 1964; op. 80, 1967; op. 87, 1971) greifen auf barocke Satztypen mit neoklassischen Stilmitteln zurück, die Dritte auf Volkslieder nach Tschaikowsky, die in Art von Variationen miteinander verbunden sind. Gewidmet sind sie Mstislaw Rostropowitsch, der sie auch zur Uraufführung brachte.
Zoltán Kodálys zweisätzige Sonate für Violoncello und Klavier op.4 von 1910 zeigt expressiven Umgang mit der ungarischen Volksmusik. Nah an der rumänischen Volksmusik sind Béla Bartóks Rhapsodien für Violine und Klavier, wovon er für die erste eine Fassung für Violoncello und Klavier schrieb; seine Sonate für Cello allein op.8 von 1915 gehört zu den exponiertesten Stücken dieser Gattung. Die Abkehr von spätromantischen Kompositionspraktiken ist bei Anton Webern und Claude Debussy zu beobachten, wobei man bei Weberns Drei kleinen Stücken op. 11 (1914) eher von einem radikalen Bruch als von einer Abkehr sprechen muss. „Ich hatte schon ganz deutlich die Vorstellung von einer größeren, zweisätzigen Composition für Violoncello und Klavier und begann sofort mit der Arbeit. Als ich aber ein kurzes Stück im 1. Satz hielt, wurde es mir immer zwingender klar, dass ich etwas anderes schreiben müsste. So brach ich ab, obwohl mir jene größere Arbeit gut von der Hand gegangen war, und schrieb rasch die kleinen Stücke (d.h. das erste hatte ich ja schon vorher nebst einem anderen, das ich aber verwarf), so sind diese drei Dinger entstanden. Und ich habe selten so das Gefühl gehabt, dass was gutes geworden ist.“ Claude Debussys Sonate für Violoncello und Klavier (1915) gehört seit Jahrzehnten zum festen Bestandteil der Violoncelloliteratur. Das Stück ist geprägt von konsequenten motivischen Bezügen und spielerisch-virtuoser Eleganz.
Noch immer werden Gabriel Faurés Violoncellosonaten wegen ihrer gewissen Spröde, welche im Spätwerk von Fauré kennzeichnend ist, vernachlässigt. Paul Hindemith beschäftigte sich in seinem Gesamtwerk des Öfteren mit klavierbegleiteten Violoncellokompositionen. Sein Spektrum reicht dabei vom englischen Kinderlied über Kompositionen aus der Tradition des 19. Jahrhunderts, bis zu extrem dissonanten Werken, die aber dennoch wie die Sonate für Cello allein op.25,3 (1922) auf Volksliedern basieren kann. Im Frühwerk von Kurt Weill findet sich auch ein dreisätziges, an Ausdrucksmöglichkeiten reiches Werk.
Durch die ausgesprochene Gleichbehandlung von Violoncello und Klavier besticht die zweite von den drei Sonaten Bohuslav Martinůs. Interessante rhythmische Experimente sind bei den Violoncellowerken von Elliott Carter zu finden.
Wolfgang Fortner unterliegt keinen neoklassizistischen Einflüssen: Seine Werke beruhen auf mosaikartig kontrastreichen Zusammensetzungen und zeitweiligen zwölftonkompositorischen Kniffen. Inwiefern Sergej Prokofjew nach seiner freiwilligen Rückkehr in die Sowjetunion von der kommunistischen Partei anpassend beeinflusst wurde, kann nur weitläufig spekuliert werden, jedoch sind konservative Momente in seinen Werken nicht zu verkennen. Bei Benjamin Brittens klavierbegleiteten Violoncellowerken vereinigen sich Sonaten- wie Suiteformen. Einen enormen Sprung dagegen ist zwischen Brittens Sonate C-Dur op.65 (1961) und der sechs Jahre später entstandenen Komposition Intercommunicazione per Violoncelle e pianoforte (1967) von Bernd Alois Zimmermann zu beobachten. Mit diesem Stück verfolgt Zimmermann konsequent die Idee einer Zeitdehnung. Die Tonlängen werden hier graphisch durch Punkte und Striche angegeben.
Konzertante Werke werden im 20. Jahrhundert von Alexander Glasunows kurzem Werk „Chant du ménestrel“ im Jahre 1900 eingeleitet. In der Spätromantik ebenfalls noch verwurzelt sind Konzerte für Violoncello und Orchester von Ernst von Dohnányi, Paul Hindemith, Edward Elgar (dessen Cellokonzert 1919 entstand) und Frederick Delius. Ernest Bloch war nicht bestrebt, in seinem „Schelomo“ Innovationen zu setzen, sondern versuchte auf dem Violoncello speziell jüdische Musik zu komponieren. Arthur Honeggers (1892–1955) Violoncellokonzert orientiert sich an amerikanischer Schlager- und Tanzmusik. Arnold Schönberg adaptierte 1932 im Auftrag von Pablo Casals ein Cellokonzert von Matthias Georg Monn in D-Dur (1764), das sich aber nicht recht durchsetzen konnte. Mit Konzerten für Violoncello und Orchester tat sich auch Sergej Prokofjew schwer, dessen Violoncellokonzert e-Moll op. 58 ein Misserfolg wurde, während sein Zweites, von Rostropowitsch uraufgeführt, ihn zu dauernden Änderungen veranlasste. Die Komponisten Alberto Ginastera, Günter Kochan und Heinrich Sutermeister schrieben je zwei Violoncellokonzerte. Krzysztof Penderecki geht bei seinem Werk Sonate für Violoncello und Orchester (1964) über die Zwölftonreihe zur Vierteltontechnik hinaus. Auch György Ligeti schrieb 1966 eine Klangfarbenkomposition für Violoncello und Orchester. Eine der wirkungsvollsten zeitgenössischen Kompositionen für Violoncello und Orchester schrieb Witold Lutosławski.
Hinzugekommen sind, wie erwähnt, Stücke für Violoncello und Tonband, Violoncello und Live-Elektronik, Violoncello und Schlagzeug, sowie für Violoncello bzw. Violoncelli in Kombination mit menschlicher Stimme, wie z. B. Hans Werner Henzes Kantate Being Beauteous für Koloratursopran, Harfe und vier Violoncelli von 1963 und das Requiem „Wolkenloses Christfest“ für Bariton, Violoncello und Orchester von Aribert Reimann.